# Ludovic Obraniak
Ludovic Joseph Obraniak (* 10. November 1984 in Longeville-lès-Metz) ist ein ehemaliger französisch-polnischer Fußballspieler.
Er absolvierte für den FC Metz, OSC Lille sowie für Girondins Bordeaux 298 Partien in der Ligue 1 und schoss 35 Tore. In seiner Karriere spielte er außerdem in Deutschland für den SV Werder Bremen, in Israel und in der Türkei. Obraniak spielte zudem einmal für die französische U21-Nationalmannschaft. Nach seiner Einbürgerung lief er für die polnische Nationalmannschaft auf und nahm an der Europameisterschaft 2012 in Polen und der Ukraine teil. Insgesamt absolvierte er 34 Partien für die polnische Auswahl und erzielte sechs Tore.

## Karriere

### Verein
Obraniak begann mit dem Fußballspielen im Alter von sechs Jahren beim Metzer Stadtteilverein UL Plantières und wechselte später in die Jugendakademie des FC Metz. Für den FC Metz debütierte er in der Ligue 1, absolvierte zwischen 2002 und 2007 99 Spiele und erzielte dabei fünf Tore. Von dort wechselte er 2007 zum Ligakonkurrenten OSC Lille. 2011 gewann er mit den Nordfranzosen den Landespokal, in dessen Endspiel er als Einwechselspieler mit einem direkt verwandelten Freistoß den Siegtreffer zum 1:0 erzielte. Ebenso wurde er in der Saison 2010/11 französischer Meister. Am 12. Januar 2012 unterschrieb Obraniak einen Dreieinhalbjahresvertrag beim Ligakonkurrenten Girondins Bordeaux und gewann 2013 den französischen Pokal. Er spielte insgesamt 68 Ligaspiele für Girondins.
Am 31. Januar 2014 wechselte er in die Bundesliga zu Werder Bremen. Er unterschrieb dort einen bis zum 30. Juni 2016 laufenden Vertrag. Sein einziges Pflichtspiel-Tor für Werder erzielte er am 15. Februar 2014 beim 1:1 im Heimspiel gegen Borussia Mönchengladbach durch einen Freistoß; dauerhaft durchsetzen konnte er sich indes nicht. Am Ende seiner ersten Saison bei Werder war er Ersatzspieler. Unzufrieden mit dieser Situation äußerte er in der Sommerpause den Wunsch nach einem Wechsel, fand aber keinen neuen Verein und wurde daraufhin von Werders Trainer Robin Dutt nicht mehr berücksichtigt. In der Winterpause 2014/15 wurde er für die Rückrunde an den türkischen Erstligisten Çaykur Rizespor verliehen. Im Sommer 2015 wechselte er ablösefrei nach Israel zu Maccabi Haifa und unterschrieb einen Zweijahresvertrag. Der Vertrag wurde im Sommer 2016 aufgelöst.
Obraniak kehrte nach Frankreich zurück und unterschrieb beim Zweitligisten AJ Auxerre einen bis Sommer 2018 laufenden Vertrag. Er absolvierte 36 Ligaspiele bis Vertragsende. Nach drei Monaten der Vereinslosigkeit beendete Obraniak im Oktober 2018 seine Spielerlaufbahn.
Obraniak wurde beim Fernsehsender L’Equipe als Fußballexperte tätig.

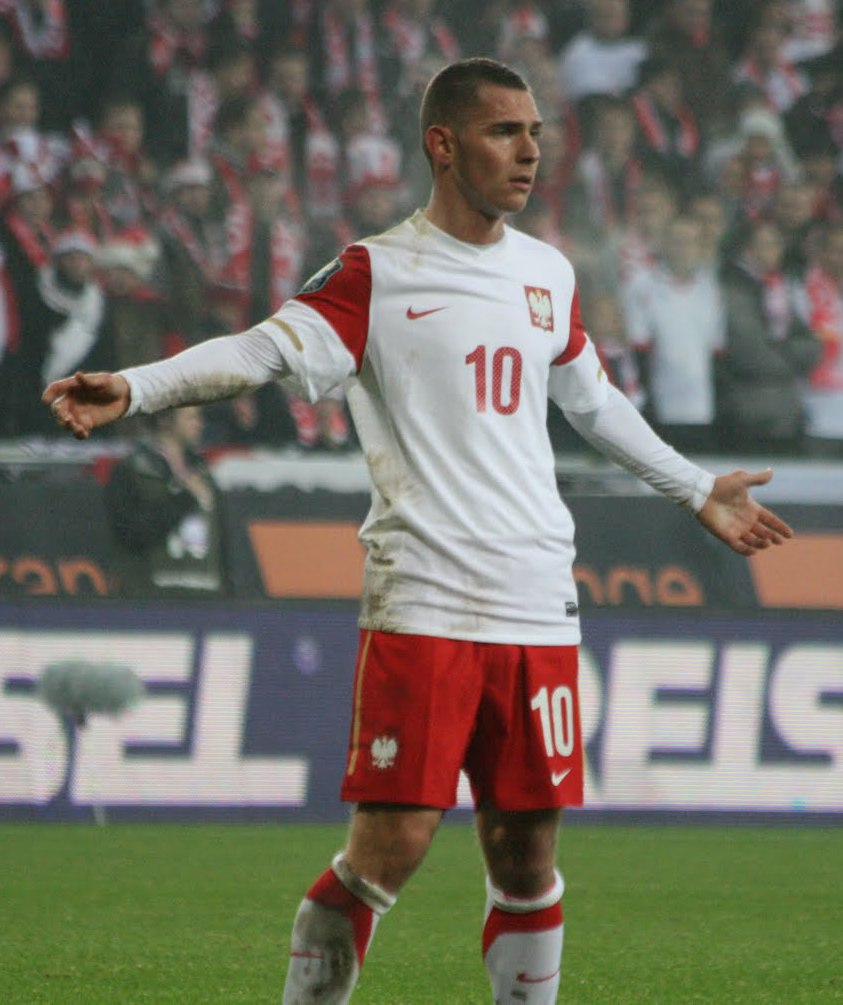
Obraniak im Spiel gegen die Elfenbeinküste

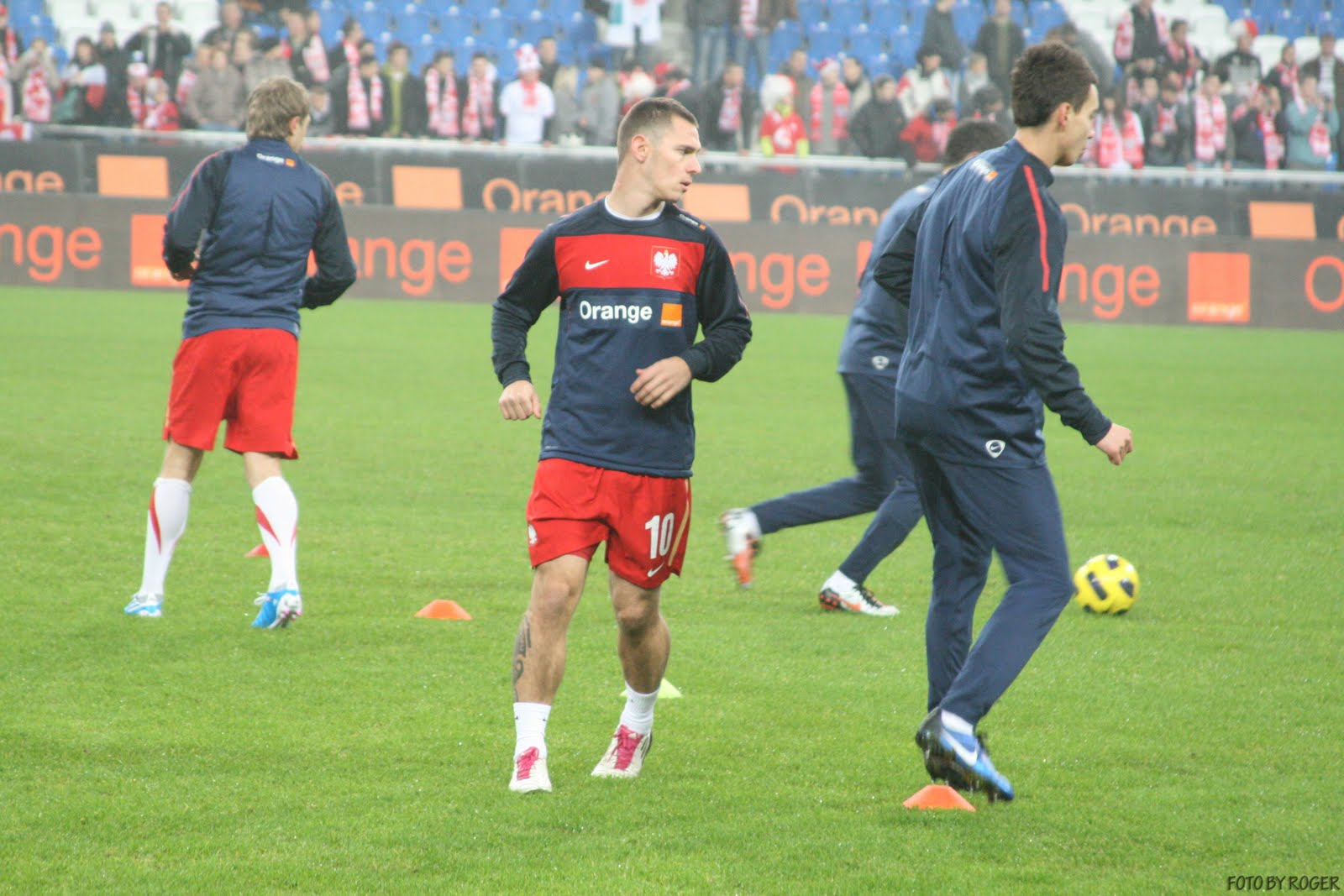
Obraniak beim Aufwärmen in Polen, am 17. November 2013

### Nationalmannschaft
Obraniak absolvierte 2004 ein Spiel für die französische U-21-Nationalmannschaft.
Da sein Großvater aus Polen kam, beantragte er mit Erfolg die Feststellung der polnischen Staatsangehörigkeit, nachdem er das Angebot erhalten hatte, nach Erhalt eines polnischen Passes für die polnische A-Nationalmannschaft zu spielen. Der Nationaltrainer Leo Beenhakker nominierte ihn für das Länderspiel gegen Griechenland am 12. August 2009. In den Vorbereitungen zur Fußball-Europameisterschaft 2012 war Obraniak der zweite Spieler nach Damien Perquis aus Frankreich mit polnischen Vorfahren. Er absolvierte unter Trainer Franciszek Smuda fast alle Freundschaftsspiele vor dieser Europameisterschaft und bestritt alle Spiele der EM 2012.
Am 16. Mai 2013 kündigte Obraniak an, unter Nationaltrainer Waldemar Fornalik nicht mehr für die Nationalmannschaft aufzulaufen. Als Begründung nannte er Streitigkeiten mit dem Trainergespann und Kritik durch Funktionäre. Nach Fornaliks Entlassung wurde Adam Nawałka Nationaltrainer; danach kündigte Obraniak seine Rückkehr ins Nationalteam an. Sein erstes Spiel nach seiner Rückkehr absolvierte er am 5. März 2014 beim 0:1 in Warschau gegen Schottland. Sein letztes Spiel für die polnische Auswahl absolvierte er am 13. Mai 2014 beim torlosen Unentschieden im Volksparkstadion in Hamburg gegen Deutschland. Für die polnische Nationalmannschaft spielte Obraniak in 34 Partien und schoss sechs Tore.

## Erfolge
- Französischer Meister (1): 2011
- Französischer Pokalsieger (2): 2011, 2013
- Israelischer Pokalsieger (1): 2016